# Liebstadt
Liebstadt är en stad i Landkreis Sächsische Schweiz-Osterzgebirge i förbundslandet Sachsen i Tyskland. Staden har cirka 1 200 invånare.
Staden ingår i förvaltningsområdet Bad Gottleuba-Berggießhübel tillsammans med kommunerna Bad Gottleuba-Berggießhübel och Bahretal.